# Uszkókok

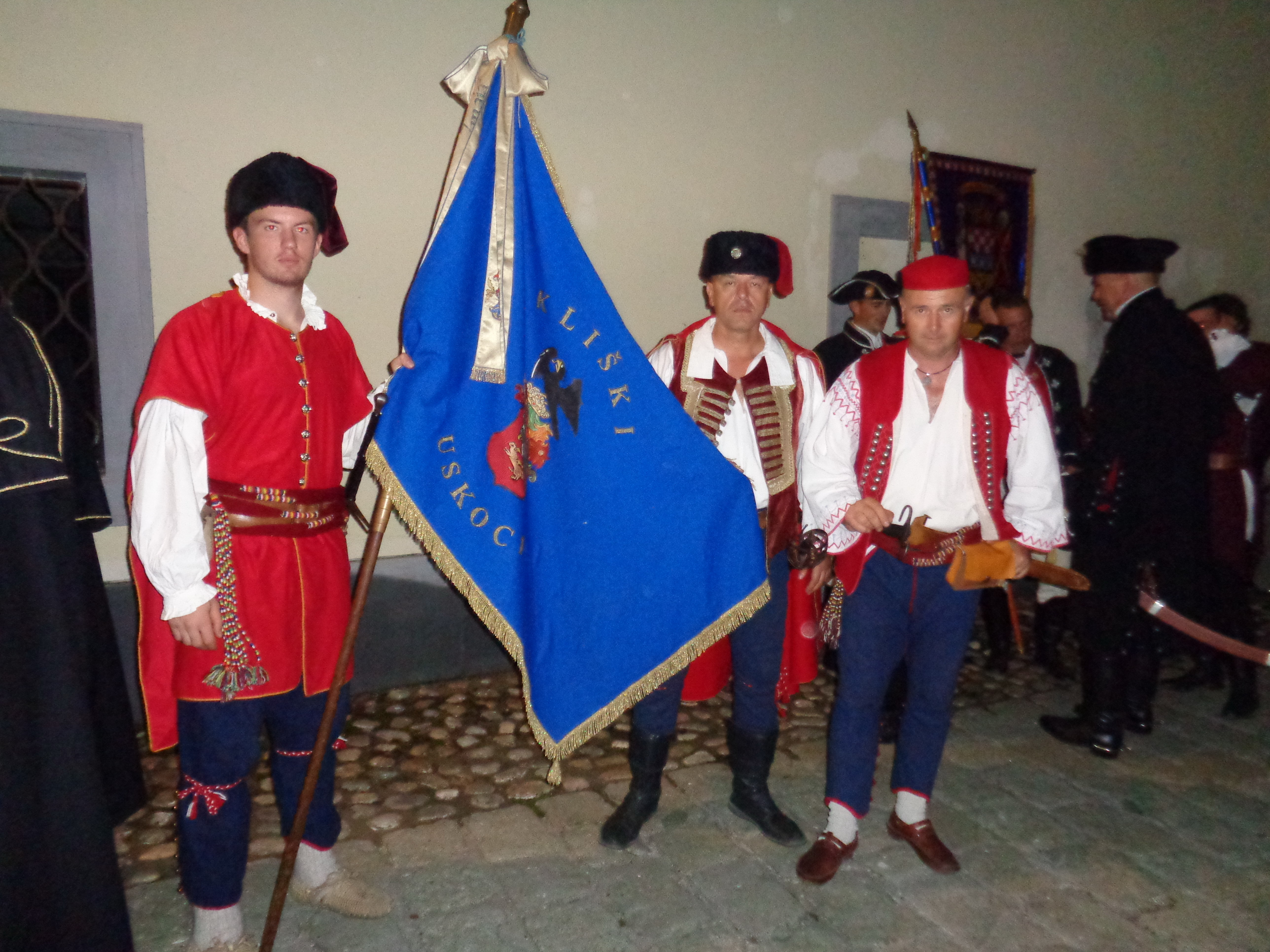
Uszkókok

Uszkókok (szerb és horvát nyelveken „szökevények”) a gyűjtőneve azoknak a délszláv csoportoknak, amelyek a 16. században a török hódítások elől a környező országokba, a velencei fennhatóság alá tartozó tengerpartra vagy Magyarországra menekültek.

## Történetük

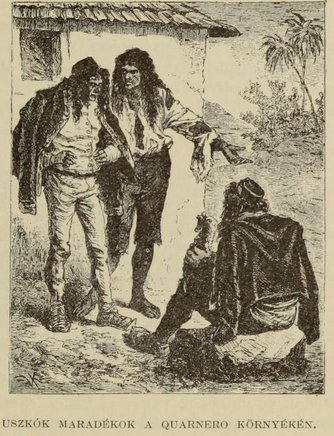
Uszkókok (XIX. század)

Bosznia-Hercegovina területének török meghódítása a 16. század elején a helyi délszlávok, főleg horvátok nagy csoportjait űzte el a szülőföldjükről (de akadtak közöttük bosnyákok, szerbek, sőt albánok, bolgárok is). A menekülők egy része először Klissza várában vetette meg a lábát. Büszkén viselve az „uskok” elnevezést, Petar Kružić kapitány vezetése alatt hosszú ideig zaklatták a török hódítókat. Bár névleg elfogadták az 1527. január 1-jén horvát királynak is megválasztott I. Ferdinánd magyar király főhatóságát, nagyfokú önállóságot élveztek.
1537 márciusában azonban engedniük kellett a török túlerőnek, és szabad elvonulás fejében átadták nekik Klis várát. Ezután lett a fő központjuk az Adriai-tenger partján fekvő, stratégiailag rendkívül kedvező helyzetű, jól védhető Zengg. Innen folytattak kalózkodást a török hajózás, de más kereskedők ellen is. Tevékenységüket évtizedeken át eredményesen folytatták az osztrák és a velencei hatalommal szemben, sőt ezt a két országot sikerült is egymás ellen ugrasztaniuk. Mivel a feudális rendekkel soha nem volt jó a viszonyuk (tekintettel arra, hogy semmilyen szolgáltatási kötelezettségnek sem kívánták magukat alávetni), 1572-ben csatlakoztak Gubecz Máté parasztvezérhez, aki kirobbantotta a horvát parasztháborút. Az uszkókok és a horvát parasztok serege még Stájerországba és Krajnába is benyomult, ahol fellázították a szlovéneket. A felkelést aztán leverték, de az uszkókok továbbra is végeztek katonai szolgálatot.
Végül azonban Velence és Bécs összefogott az uszkókok ellen. 1615 körül felégették a flottájukat, és Károlyváros környékére, Horvátországba telepítették át őket.
Magyarországon később uszkókok alkották a déli katonai határőrvidékek lakosságának nagy részét, és hasznos szolgálatokat teljesítettek a törökök elleni harcokban.

## Nevük utóélete
Az uszkókok emlékét a térségben, különösen Horvátországban egyfajta betyár-, illetve nemzeti függetlenségi romantika övezi. Ettől bizonyára nem függetlenül a mai Horvátországban a korrupció és a szervezett bűnözés elleni különleges rendőri egység elnevezését (Ured za suzbijanje korupcije i organiziranog kriminaliteta), annak népszerűsítése érdekében,  úgy alakították ki, hogy annak rövidítése az USKOK betűszót adja ki.